# Final de la Lliga de Campions de la UEFA de 2022
La Final de la Lliga de Campions la UEFA de 2022 es disputà el 28 de maig de 2022 al Stade de France, a Saint-Denis, per decidir el guanyador de la 67a edició de la Lliga de Campions de la UEFA. La final fou entre el Reial Madrid i el Liverpool FC, ambdós ja guanyadors anteriorment de la máxima competició europea. Els merengues anaven a la recerca del catorzè triomf, mentre que els vermells anglesos anaven a la recerca del setè títol. L'àrbitre fou el francès Clément Turpin.
La final inicialment estava prevista per a l'estadi Allianz Arena de Múnic, però a causa de l'ajornament i el trasllat relacionats amb la pandèmia de la COVID-19, l'estadi Kretovski de Sant Petersburg va ser seleccionat per acollir la final d'aquesta edició. Malgrat tot, a causa de la invasió russa d'Ucraïna, l'Estadi de França de Saint Denis va ser escollit finalment per acollir la final.
L'Estadi de França va acollir per la tercera vegada la final de la principal competició de clubs europea; anteriorment havia estat seu de les edicions de 2000, quan el finalista Reial Madrid va guanyar el València CF, i el 2006, quan el FC Barcelona va guanyar l'Arsenal FC.

## Camí a Saint-Denis
| Equip             | PJ | PG | PE | PP | GF | GC | DG  | Pts |
| ----------------- | -- | -- | -- | -- | -- | -- | --- | --- |
| Liverpool FC      | 6  | 6  | 0  | 0  | 17 | 6  | +11 | 18  |
| Atlètic de Madrid | 6  | 2  | 1  | 3  | 7  | 8  | −1  | 7   |
| FC Porto          | 6  | 1  | 2  | 3  | 2  | 4  | −7  | 5   |
| AC Milà           | 6  | 1  | 1  | 4  | 6  | 9  | −3  | 4   |

| Equip            | PJ | PG | PE | PP | GF | GC | DG  | Pts |
| ---------------- | -- | -- | -- | -- | -- | -- | --- | --- |
| Reial Madrid     | 6  | 4  | 5  | 0  | 14 | 3  | +11 | 15  |
| Inter de Milà    | 6  | 3  | 1  | 2  | 8  | 5  | +3  | 10  |
| Sheriff Tiraspol | 6  | 2  | 1  | 3  | 7  | 11 | −4  | 7   |
| Xakhtar Donetsk  | 6  | 6  | 0  | 2  | 2  | 12 | −10 | 2   |

## La final
| Liverpool FC | 0–1     | Reial Madrid |
| ------------ | ------- | ------------ |
|              | Informe | Vinícius 59' |

| Liverpool | Reial Madrid |

| Liverpool FC: |    |                      |     |     |
|               |    |                      |     |     |
| POR           | 1  | Alisson Becker       |     |     |
| LD            | 66 | Alexander-Arnold     |     |     |
| DEF           | 5  | Ibrahima Konaté      |     |     |
| DEF           | 4  | Virgil Van Dijk      |     |     |
| LE            | 26 | Andrew Robertson     |     |     |
| MC            | 14 | Jordan Henderson (c) |     | 77' |
| MC            | 3  | Fabinho              | 62' |     |
| MC            | 6  | Thiago Alcântara     |     | 77' |
| DVD           | 11 | Mohamed Salah        |     |     |
| DVE           | 10 | Sadio Mané           |     |     |
| DVC           | 23 | Luis Díaz            |     | 65' |
| Substituts:   |    |                      |     |     |
| POR           | 62 | Caoimhín Kelleher    |     |     |
| DEF           | 2  | Joe Gomez            |     |     |
| DEF           | 46 | Joël Matip           |     |     |
| MC            | 15 | James Milner         |     |     |
| DAV           | 7  | Naby Keïta           |     | 77' |
| DAV           | 11 | Alex Chamberlain     |     |     |
| DAV           | 27 | Roberto Firmino      |     | 77' |
| DAV           | 30 | Diogo Jota           |     | 65' |
| Entrenador:   |    |                      |     |     |
| Jürgen Klopp  |    |                      |     |     |

| Reial Madrid:   |    |                   |  |       |
|                 |    |                   |  |       |
| POR             | 1  | Thibaut Courtois  |  |       |
| LD              | 2  | Daniel Carvajal   |  |       |
| DEF             | 3  | Éder Militão      |  |       |
| DEF             | 4  | David Alaba       |  |       |
| LE              | 23 | Ferland Mendy     |  |       |
| MC              | 14 | Casemiro          |  |       |
| MC              | 10 | Luka Modrić       |  | 90'   |
| MC              | 8  | Toni Kroos        |  |       |
| DVD             | 15 | Federico Valverde |  | 86'   |
| DVE             | 9  | Karim Benzema (c) |  |       |
| DVC             | 20 | Vinícius Junior   |  | 90+3' |
| Suplents:       |    |                   |  |       |
| POR             | 13 | Andriy Lunin      |  |       |
| DEF             | 12 | Marcelo           |  |       |
| MC              | 17 | Dani Ceballos     |  | 90'   |
| MC              | 25 | Eduardo Camavinga |  | 86'   |
| MC              | 7  | Eden Hazard       |  |       |
| DAV             | 11 | Marco Asensio     |  |       |
| DAV             | 21 | Rodrygo           |  | 90+3' |
| DAV             | 24 | Mariano           |  |       |
| Entrenador:     |    |                   |  |       |
| Carlo Ancelotti |    |                   |  |       |

|                               |
|                               |
| Madrid                        |
| Campió Reial Madrid 14è títol |